# Kumar Sangakkara
Kumar Chokshanada Sangakkara (Sinhala: කුමාර් සන්ගක්කාර) (* 27. Oktober 1977 in Matale, Sri Lanka) ist ein ehemaliger sri-lankischer Cricket-Spieler, der zwischen 2009 und 2011 Kapitän der Cricket-Nationalmannschaft Sri Lankas war. Der Linkshänder spielte vor allem als Batsman (Schlagmann) sowie als Wicket-Keeper.

## Karriere
Den ersten Auftritt im internationalen Cricket hatte Sangakkara als 22-Jähriger im Juli 2000, als er ein ODI gegen Pakistan bestritt. Den ersten Man-of-the-Match-Award gewann er in seinem zweiten ODI, als ihm 85 Runs gegen Südafrika gelangen. Sein Test-Debüt absolvierte er im gleichen Monat gegen Südafrika. Der erste double century gelang ihm während der Asian Test Championship Finale 2002, als er 230 Runs erreichte. Im Jahr 2009 wurde er dann zum Vizekapitän der Nationalmannschaft berufen, als sich der bisherige Kapitän Marvan Atapattu verletzte. Während eines Tests im Juli des Jahres gelang ihm dann auch die höchste Runzahl seiner Karriere, als er in einem Weltrekord-Partnership mit dem Kapitän Mahela Jayawardene 287 von 684 Runs erzielte. Beim Angriff auf das Cricketteam Sri Lankas in Lahore im Jahr 2009 wurde Sangakkara leicht verletzt, konnte aber bald wieder eingesetzt werden. Kurze Zeit später wurde er dann zum Kapitän befördert. Unter ihm erreichte das Team das Finale des Cricket World Cup 2011, nach dem er offiziell vom Kapitänsamt zurücktrat. Im Jahr 2012 wurde er als einer der Wisden's Cricketer's of the Year ausgezeichnet. Am 24. August 2015 beendete Sangakkara seine internationale Karriere. Im Jahr 2021 wurde er in die ICC Cricket Hall of Fame aufgenommen.